# Namdaemun Sijang
Namdaemun Sijang (Si-jang betekent markt in het Koreaans) is een grote indoor en outdoor markt in Seoel, Zuid-Korea. De markt ligt in de buurt van Namdaemun, de oude zuidelijke toegangspoort van de stad. Namdaemun Sijang betekent dus 'markt van de grote zuidelijke poort'.
De markt is een van de oudste 24-uurs markten in Zuid-Korea, je kan er dag en nacht terecht. De markt is tevens een belangrijke toeristische trekpleister.

## Fotogalerij

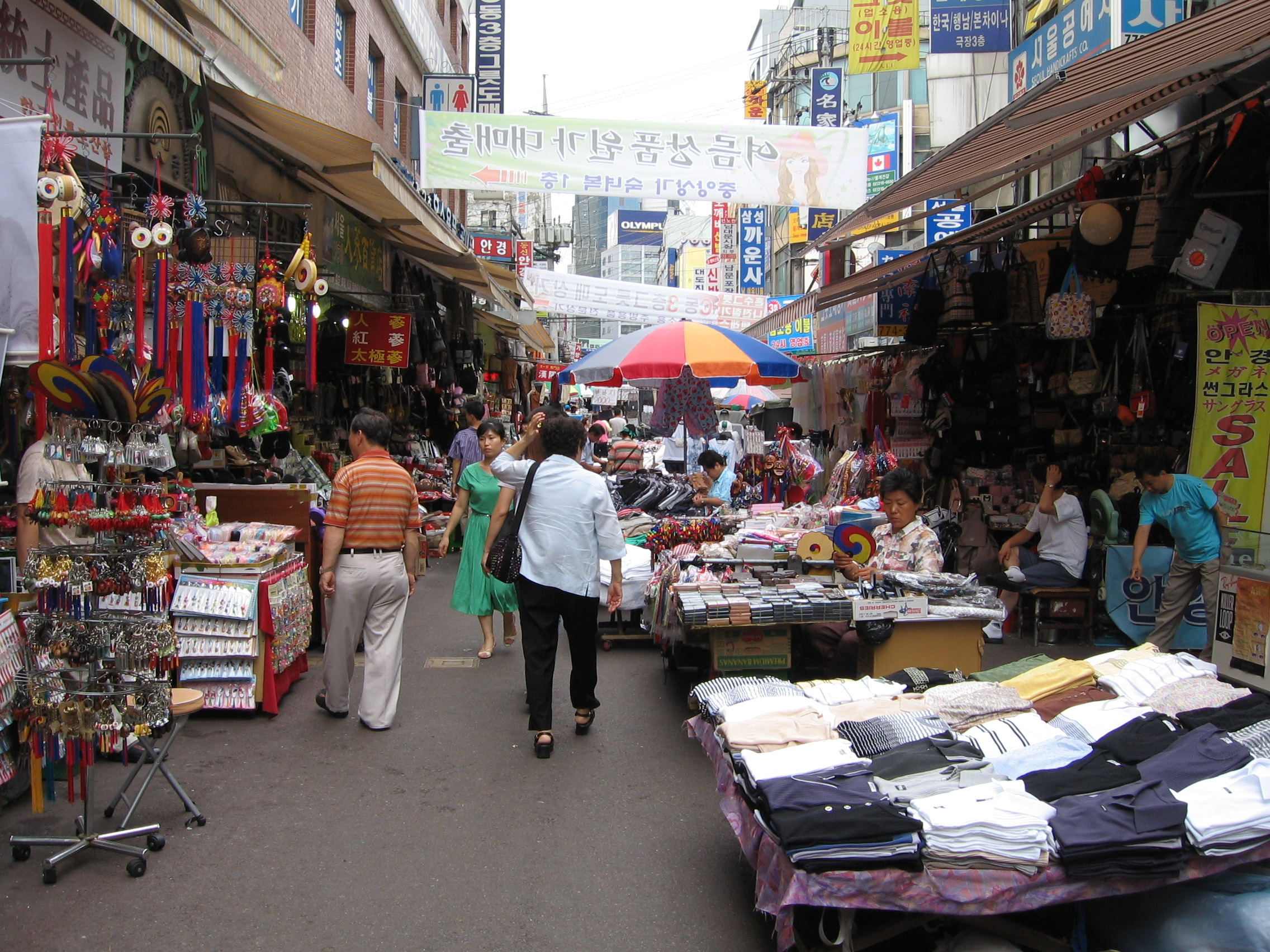
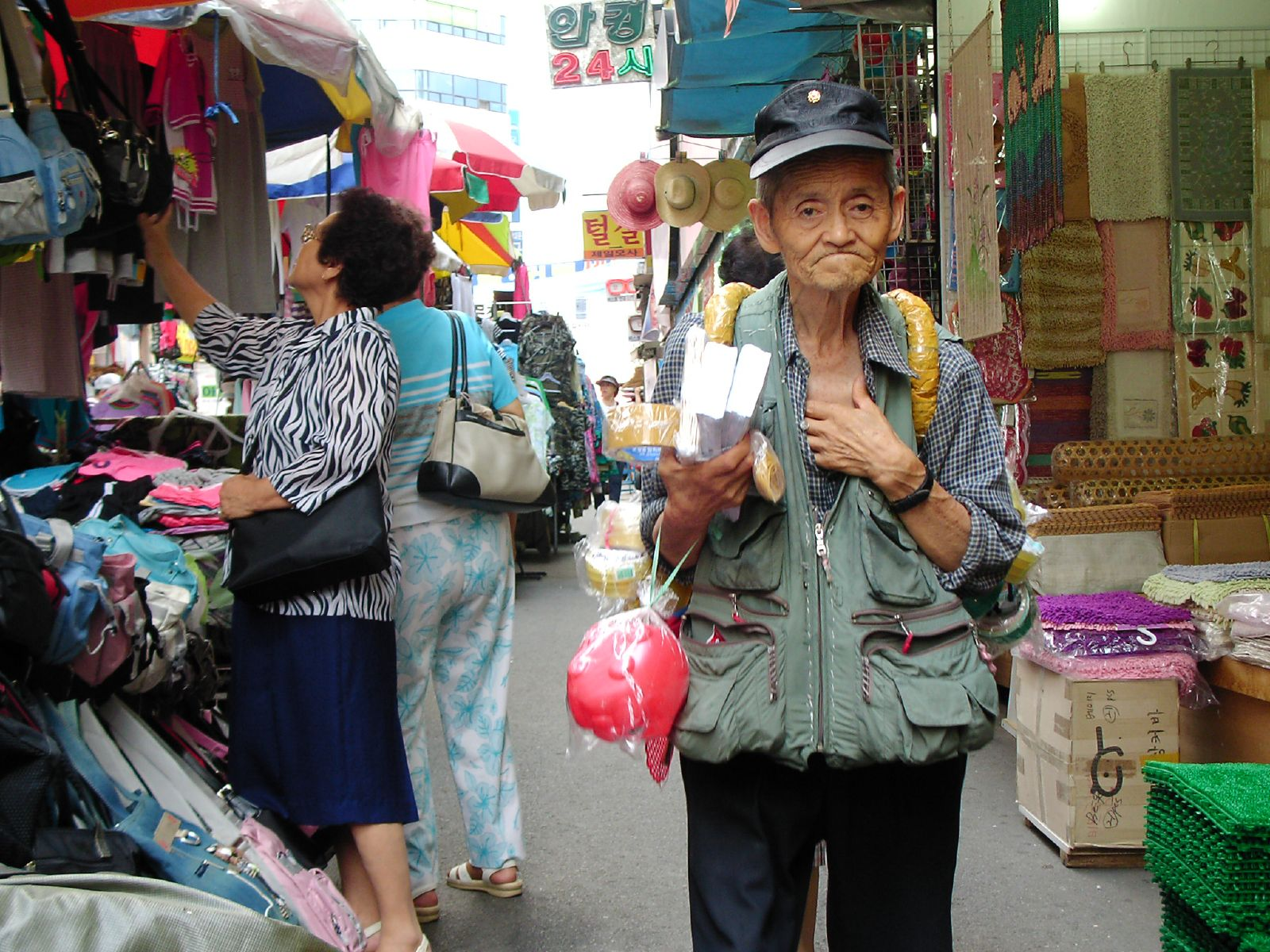
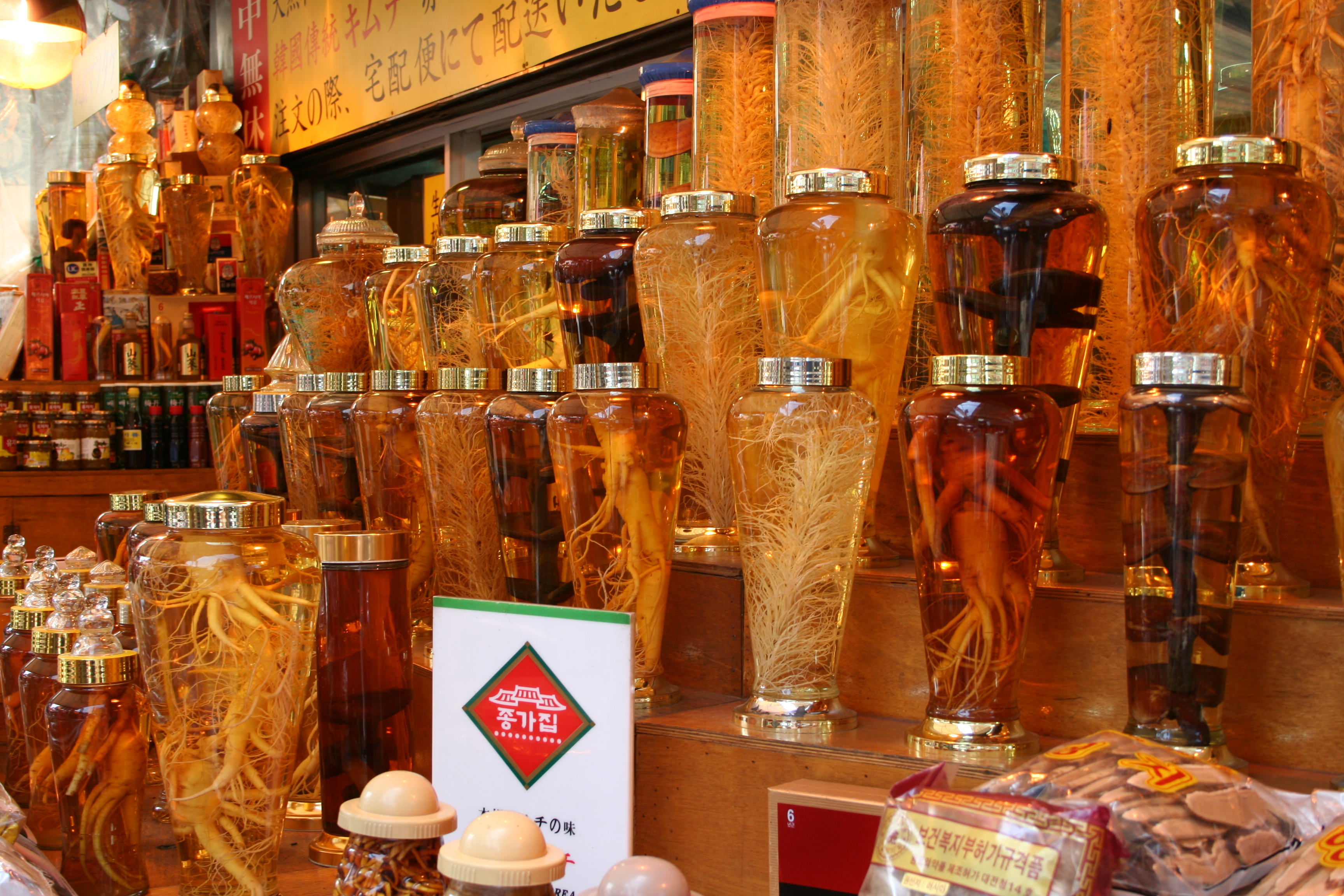
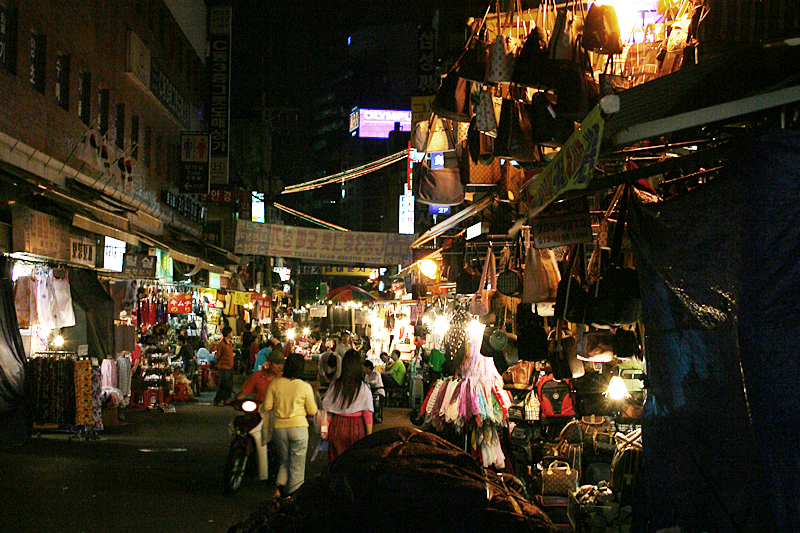